# Mohorovičić (krater)
Mohorovičić je Mjesečev udarni krater koji se nalazi s nama nevidljive strane Mjeseca. On se nalazi jugozapadno od većeg kratera Doppler i velike ravnice Korolev. Jugozapadno od kratera Mohorovičić je malo Mjesečevo more koje se naziva More zaborava (lat. Lacus Oblivionis). Dalje na jugu se nalazi planina bez imena, koja je nastala stvaranjem velikog udarnog kratera Južni pol - Aitken.
Krater Mohorovičić je kružnog oblika, na kojem se primjećuju urušavanja zbog naknadnih udarnih kratera. Manji satelitski krater Mohorovičić Z leži na sjevernoj strani unutar vanjskog obruča. Mali krater u obliku šalice ulazi na zapadnom obruču. Promjer samog kratera Mohorovičić je 51 kilometar, dok dubina nije poznata. Naziv je dobio po poznatom hrvatskom znanstveniku Andriji Mohorovičiću. Selenografska širina samog kratera je 19,0°S na jugu i selenografska dužina je 146,0°E na istoku.

## Manji krateri u blizini
U blizini kratera Mohorovičić nalazi se 6 manjih satelitskih kružnih kratera Mohorovičić A, Mohorovičić D, Mohorovičić F, Mohorovičić R, Mohorovičić W i Mohorovičić Z sa sljedećim koordinatama u tablici.
| Mohorovičić | Selenografska širina | Selenografska dužina | Promjer |
| ----------- | -------------------- | -------------------- | ------- |
| A           | 16.0° S              | 163.1° W             | 20 km   |
| D           | 17.8° S              | 162.1° W             | 18 km   |
| F           | 18.9° S              | 163.6° W             | 23 km   |
| R           | 19.9° S              | 167.7° W             | 42 km   |
| W           | 17.7° S              | 166.5° W             | 21 km   |
| Z           | 18.6° S              | 165.1° W             | 14 km   |